# Garlstorf (Dolna Saksonia)
Garlstorf – miejscowość i gmina położona w niemieckim kraju związkowym Dolna Saksonia, w powiecie Harburg, należy do gminy zbiorowej (niem. Samtgemeinde) Salzhausen.

## Położenie geograficzne
Garlstorf leży w centralnej części Pustaci Lüneburskiej. Przez gminę płynie mała rzeczka Aubach nazywana inaczej Garlstorfer Aue od nazwy miejscowości. Od wschodu i południowego wschodu ma sąsiedztwo gminy Gödenstorf, od południowego zachodu graniczy z gminą Egestorf i od zachodu z gminą Hanstedt z gminy zbiorowej Hanstedt, a od północy graniczy z gminą Toppenstedt. Gmina znajduje się na terenie obszaru chronionego krajobrazu Garlstorfer Wald.

## Historia
Garlstorf został po raz pierwszy wzmiankowany w 1192, ale już w latach 960 - 1106 tutejszy zamek myśliwski był siedzibą majorów znaczącego w tamtych czasach rodu Billungów.

## Komunikacja
Garlstorf znajduje się niespełna 1 km na wschód od autostrady A7 z węzłem komunikacyjnym o tej samej nazwie.